# Chuột lemming thảo nguyên
Chuột lemming thảo nguyên, tên khoa học Lagurus lagurus, là một loài động vật có vú trong họ Cricetidae, bộ Gặm nhấm. Loài này được Pallas mô tả năm 1773.

## Hình ảnh

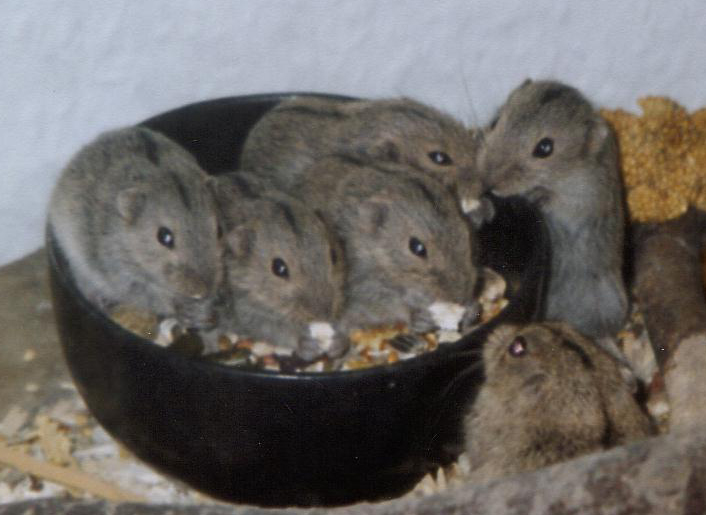